# Мемфис (Флорида)
Мемфис (енгл. Memphis) насељено је место без административног статуса у америчкој савезној држави Флорида.

## Демографија
По попису из 2010. године број становника је 7.848, што је 584 (8,0%) становника више него 2000. године.
| Група             | 2000.         | 2010.         |
| Белци             | 2.699 (37,2%) | 2.678 (34,1%) |
| Афроамериканци    | 3.043 (41,9%) | 2.852 (36,3%) |
| Азијати           | 22 (0,3%)     | 25 (0,3%)     |
| Хиспаноамериканци | 1.460 (20,1%) | 2.237 (28,5%) |
| Укупно            | 7.264         | 7.848         |